# بيتن كينيدي
بيتن كينيدي (بالفرنسية: Peyton Kennedy)‏ (و. 2004  م) هي ممثلة كندية، ولدت في تورونتو.

## وصلات خارجية
- بيتن كينيدي على موقع IMDb (الإنجليزية)
- بيتن كينيدي على موقع روتن توميتوز (الإنجليزية)
- بيتن كينيدي على موقع ألو سيني (الفرنسية)
- بيتن كينيدي على موقع قاعدة بيانات الفيلم (الإنجليزية)

- بيتن كينيدي في قاعدة بيانات الأفلام على الإنترنت